# Larangan Glintong
Larangan Glintong is een bestuurslaag in het regentschap Bangkalan van de provincie Oost-Java, Indonesië. Larangan Glintong telt 2288 inwoners (volkstelling 2010).